# Grays Harbor

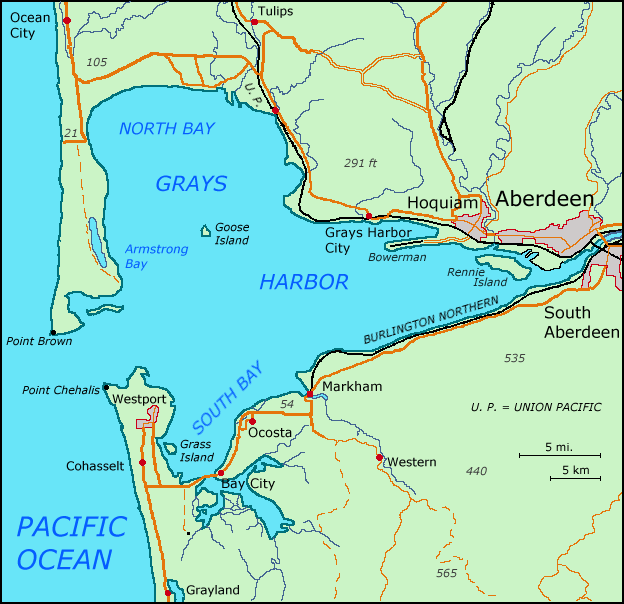
Mapa de Grays Harbor.

Grays Harbor es una bahía estuaria situada 72 kilómetros al norte de la desembocadura del río Columbia, en el sudoeste de la costa pacífica del estado de Washington, en los Estados Unidos de América. Grays Harbor es más concretamente una ría, y se formó a finales de la última época glacial, cuando la subida del nivel del mar inundó el río Chehalis. 
La bahía tiene 24 km de longitud y 18 km de anchura. El río Chehalis desemboca en su parte Este, donde se encuentra situada la ciudad de Aberdeen, con la ciudad de Hoquiam inmediatamente a su noroeste, a lo largo de la costa de la bahía. Además del Chehalis, muchos ríos menores y pequeñas corrientes desembocan en Grays Harbor, como el río Humptulips. Un par de penínsulas estrechas y poco accidentadas la separan del océano Pacífico, en el que desemboca a través de una abertura de aproximadamente 3 kilómetros de ancho. La península del norte, que en gran parte está ocupada por la comunidad de Ocean Shores, acaba en el llamado Point Brown. El punto opuesto en la boca de bahía es Point Chehalis, al final de la península del sur, en la que se encuentra ubicada la ciudad de Westport.
Grays Harbor recibe su nombre en honor del capitán Robert Gray que la descubrió el 7 de mayo de 1792 en el curso de sus viajes de comercio con pieles a lo largo de la costa norte pacífica de Norteamérica. Grays llamó a la bahía «Bullfinch Harbor», pero posteriormente le cambió el nombre el capitán George Vancouver, cuyas exploraciones contemporáneas de la región -los barcos de los dos capitanes se habían encontrado en el mar, sólo unos días antes- fueron muy conocidas por entonces, mientras los viajes de Gray no lo fueron. Grays Harbor fue el nombre que se consolidó. Unos días más tarde, sobre el 11 de mayo, Gray encontró un canal navegable en el estuario del río Columbia y navegó por él, convirtiéndose en el primer hombre blanco del que se tiene conocimiento de haber navegado por sus aguas.